# Agnes Schultheiß
Agnes Schultheiß, geborene Landmann (* 9. Januar 1873 in Danzig; † 10. Dezember 1959 in Ulm), war eine deutsche Pädagogin, Sprachwissenschaftlerin und Stadträtin in Ulm.

## Leben
Agnes Landmann kam als elftes von zwölf Kindern in einer großbürgerlichen liberalen Familie aus Danzig zur Welt. Nach der Jahrhundertwende studierte sie als eine der ersten Frauen in Oxford und Bonn Sprach- und Literaturwissenschaften und ergänzte damit ihre pädagogische Ausbildung. Mit ihrem Ehemann, dem Postinspektor Franz Schultheiß, ging sie 1906 nach Ulm, wo sie sich früh für die Rechte der Frau engagierte. In Ulm war sie im Jahr 1908 Mitbegründerin und 27 Jahre lang Vorsitzende des „Rettungsvereins Guter Hirte“, der sich schwangerer und von ihren Eltern verstoßener Mädchen annahm. Zusätzlich gründete sie 1917 den Ortsverband des Katholischen Deutschen Frauenbundes.

## Frauenwahlrecht
Im „Saalbau“, heute Bahnhofstraße 8, hielt Agnes Schultheiß am 7. Januar 1919 in Ulm eine Wahlrede, in der sie die Stellung der Frau zum Frauenwahlrecht thematisierte:

„Heute haben sich die Anschauungen über das Frauenwahlrecht gänzlich gewandelt. Das Recht hat die Pflicht geboren. Nehmt sie wahr! Das Gebot der Stunde heißt: politisch handeln durch Aufklärung durch die Presse, durch Einfluss auf die Männer, auf die zurückgekehrten Feldgrauen durch den Wahlzettel.“

## Wahl in den Gemeinderat
Noch im selben Jahr wurde Agnes Schultheiß (Zentrum) mit Emmy Wechsler (DDP) und Katharine Lutz (SPD) als erste Stadträtinnen der Stadt Ulm in den Gemeinderat gewählt. Bis 1928 war sie als eine „besonders profilierte Vertreterin“ für den Gemeinderat aktiv. Sie wohnte zuletzt in Ulm-Wiblingen, wo sie sich bis zu ihrem Tod im Dezember 1959 sozial engagierte.

## Ehrungen und Gedenken
- In Ulm erinnern seit 2002 Gedenk-Stelen an zehn herausragende Frauen oder Frauengruppen aus sieben Jahrhunderten, die sich in den Bereichen Soziales, Gesundheit, Gerechtigkeit, Wirtschaft und Handwerk verdient gemacht haben. Die Stelen stehen an neun Orten in der Innenstadt und im Klosterhof Söflingen und bilden einen thematischen Weg durch die Stadtgeschichte. Die Stele Nr. 9 „Agnes Schultheiß“ steht beim Haus Bahnhofstraße 8, Ecke Mühlengasse. Der Verlauf des Weges und die Nummerierung der Stelen sind dem zugehörigen Flyer zu entnehmen.[1]
- 2014 wurde der Agnes-Schultheiß-Platz in der Ulmer Weststadt nach ihr benannt.[2]
- Seit 2018 trägt ein Straßenbahnwagen der neu in Betrieb genommenen Baureihe Avenio M der Straßenbahn Ulm ihren Namen.[3]
- Im Juli 2019 gab das Frauenbüro der Stadt Ulm im Rahmen seiner 16-teiligen Postkarten-Serie Frauen bewegen Ulm die Postkarte „Agnes Schultheiß“ heraus.[4]